# 滋賀県道102号大津湖岸線

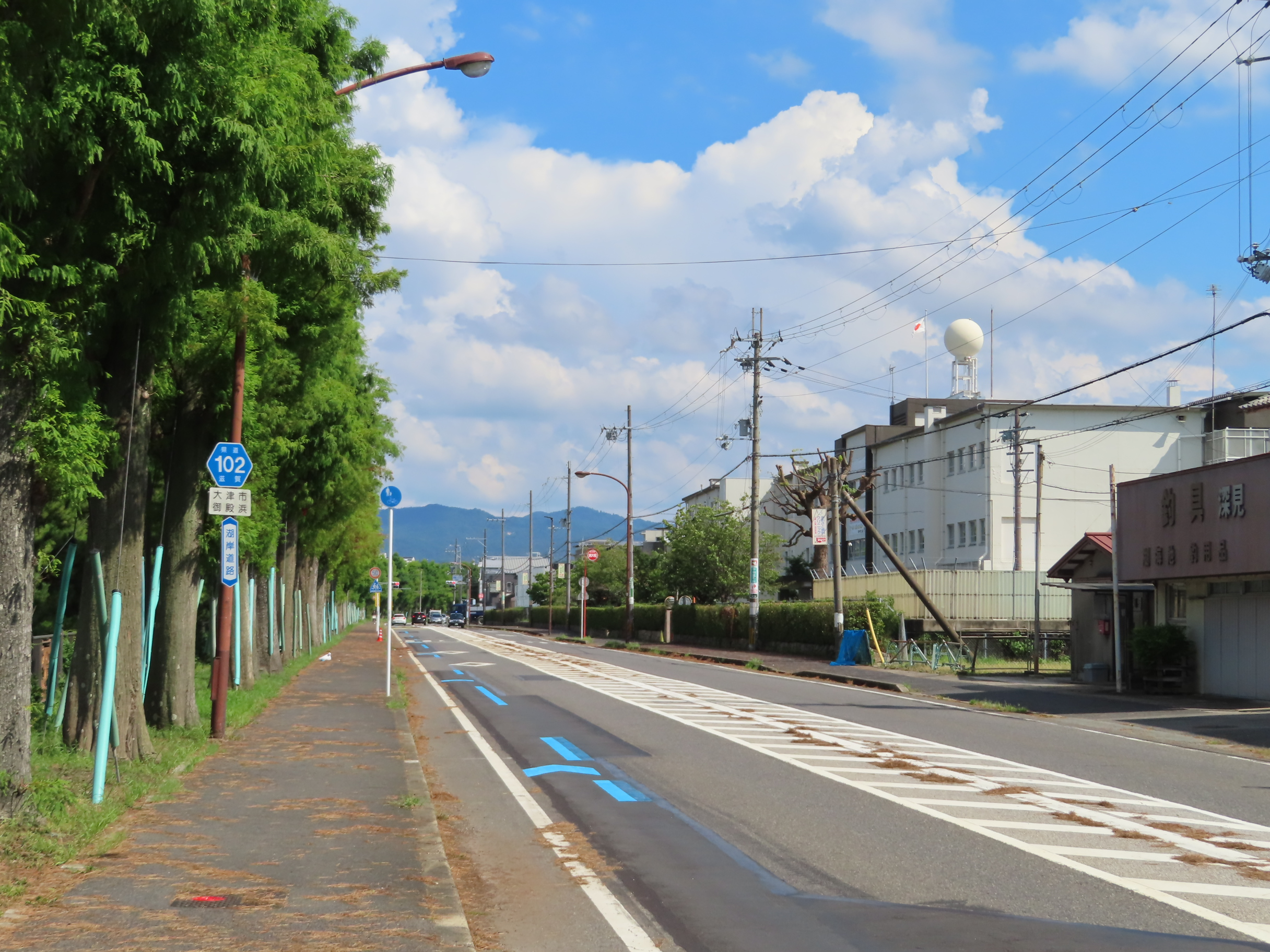
大津市御殿浜

滋賀県道102号大津湖岸線（しがけんどう102ごう おおつこがんせん）は、滋賀県大津市を通る一般県道である。

## 概要
大津市浜大津1丁目から琵琶湖西岸に沿って大津市松原町に至る。
大津市が湖岸道路の完成記念に1966年（昭和41年）から行った植樹や、滋賀県が1983年（昭和58年）から始めた修景緑化事業により、クスノキやケヤキが沿道に植えられている。
大津市浜大津から琵琶湖の湖岸に作られた埋め立て地を経て松原町に至る。途中の膳所で近江大橋と連絡する。

### 路線データ
- 起点：大津市浜大津1丁目（大津港口交差点、滋賀県道18号大津草津線起点、滋賀県道558号高島大津線交点）
- 終点：大津市松原町（松原国道口交差点、国道422号交点）
- 総延長：5.953 km[3]

## 歴史
大津市内の湖岸道路の構想は1932年（昭和7年）の大津市都市計画街路の中に含まれていた。そして、1950年（昭和25年）1月、当時の大津市長である佐治誠吉が発表した大津市の都市計画構想の中で湖岸を埋め立てて観光道路を建設する案が示された。
1936年（昭和11年）から1940年（昭和15年）には東洋レーヨン滋賀工場から出た石炭ガラによって御殿浜から松原町を経て瀬田唐橋の間の1,300 mで埋め立てが行われており、この部分には道路の原型ができていた。その後、1949年（昭和24年）から1951年（昭和26年）にかけて紺屋関（現在の島の関西交差点付近）から浜大津（大津港）の800 mの区間に既設の京阪石山坂本線の軌道と平行するかたちで石油ガラを埋め立て、湖岸道路が設置された。その後、昭和30年代に入り高度経済成長期で大津市内で広大な土地の需要が生じると、琵琶湖の大規模な埋め立てが行われ、この埋め立て事業を先行するかたちで湖岸道路が建設された。1958年（昭和33年）には浜大津から膳所の間で完成していた。そして、1966年（昭和41年）に膳所から御殿浜までの820 mの工事の完成をもって浜大津から松原町の区間が湖岸道路として結ばれた。
近江大橋の完成を前に、1973年（昭和48年）5月には湖岸道路が大津市から滋賀県へ移管され、当該路線となっている。

### 年表
- 1958年（昭和33年）7月26日 - 滋賀県告示第291号により路線認定[6]。

## 路線状況

### 重複区間
- 滋賀県道18号大津草津線（大津市浜大津1丁目・大津港口交差点（起点） - 大津市丸の内町・近江大橋西詰交差点）

## 地理

### 通過する自治体
- 大津市

### 交差する道路
| 交差する道路                                                           | 交差する場所 | 交差する場所            |
| ---------------------------------------------------------------------- | ------------ | ----------------------- |
| 滋賀県道18号大津草津線 重複区間起点 滋賀県道558号高島大津線 / 西近江路 | 浜大津1丁目  | 大津港口交差点 / 起点   |
| 滋賀県道18号大津草津線 重複区間終点                                    | 丸の内町     | 近江大橋西詰交差点      |
| 国道422号                                                              | 松原町       | 松原国道口交差点 / 終点 |

### 交差する鉄道
- 東海道本線

### 沿線
- 京阪石山坂本線・京阪京津線 びわ湖浜大津駅
- 京阪石山坂本線
  - 島ノ関駅 - 石場駅 - 京阪石山駅
- 大津市立中央小学校
- 滋賀県警察本部
- 大津中央郵便局
- 大津警察署
- 大津市立平野小学校
- 大津湖岸なぎさ公園
- 膳所城跡公園
- 大津市教育研究所・大津市科学館
- 膳所市民センター
- 大津市膳所浄水所
- 創価学会
- 琵琶湖中央病院
- 大津市立粟津中学校
- 滋賀県衛生科学センター
- 日本精工大津工場
- ルネサスセミコンダクタ
- 瀬田川共同橋（水道橋）
- 瀬田川リバークルーズ乗船場
- 平和堂石山
- JR西日本東海道本線 石山駅